# Nicole Anderson
Nicole Gale Anderson (ur. 29 sierpnia 1990 w Rochester) – amerykańska aktorka i modelka.

## Życiorys
Nicole Gale Anderson urodziła się 29 sierpnia 1990 roku w Rochester, w stanie Indiana. Ma korzenie filipińskie, niemieckie i brytyjskie. Gdy miała dziesięć lat zaczęła uprawiać gimnastykę artystyczną. W wieku 13 lat zdobyła stypendium i zaczęła naukę aktorstwa. Zagrała w szeregu reklam: Mary Kate & Ashley Online Clothing, Every Girl, Stand Up i Bratz Pretty 'n' Punk & Treasures. Z biegiem czasu zaczęła grywać w serialach telewizyjnych, między innymi Zoey 101, Hannah Montana, iCarly. Nicole zagrała później Macy Misę, jedną z głównych postaci w serialu Jonas w Los Angeles.

## Filmografia

### Filmy
- 2007 – Nobody, jako Leila
- 2008 – Princess, jako Jitterbug / Calliope
- 2010 – Accused at 17, jako Bianca Miller
- 2011 – Wredne dziewczyny 2, jako Hope Plotkin
- 2012 – Red Line jako Tori
- 2012 – Lukewarm, jako Jessi
- 2012 – Red Line, jako Tori
- 2014 – Never, jako Meghan
- 2018 – The Wedding Do Over, jako Abby Anderson

### Seriale
- 2004 – Bratz
- 2005 – Nieidealna, jako Cheerleader#3 (1 odc.)
- 2006 – SOP Gigsters, jako host/performer - gościnnie
- 2006 – CDR In Chielf
- 2007 – iCarly, jako Tasha - gościnnie
- 2007 – Zoey 101, jako Maria - gościnnie
- 2007 – Hannah Montana, jako Marissa Hughes (1 odc. - gościnnie)
- 2008 – Sunday! Sunday! Sunday!, jako Dana - główna rola
- 2009 – Poruszamy wyobraźnię, jako Cinderella (odc. 1 - gościnnie)
- 2009-2010 – Jonas w Los Angeles, jako Macy Misa (rola główna)
- 2009-2012 – Za wszelką cenę, jako Kelly Parker (17 odc. - rola drugoplanowa)
- 2011 – Austin & Ally jako Riley Hall (rola drugoplanowa)
- 2011 – Happy Endings, jako Pers rola główna
- 2012-2016 – Beauty and the Beast, jako Heather Chandler (rola drugoplanowa)
- 2013-2014 - Ravenswood, jako Miranda